# The Pink Opera Cloak
The Pink Opera Cloak  è un cortometraggio muto del 1913 diretto da Hardee Kirkland. Prodotto dalla Selig Polyscope Company e sceneggiato da Marie F. Lonsdale, il film aveva come interpreti Adrienne Kroell, Lillian Logan, Rose Evans, Carl Winterhoff.

## Trama
Rimasta sola e senza mezzi dopo la morte del padre, Ella Markham si trova a dover cercare un lavoro. Parte per Chicago, dove trova un impiego come modella in una casa di mode. Alla ricerca di un elegante mantello per recarsi all'Opera, Laura Keene e sua madre, ambiziose arrampicatrici sociali, entrano nel negozio ed Ella vende loro un costoso mantello rosa che poi recapita lei stessa a casa Keene. Dopo la consegna, lasciando la lussuosa casa, Ella incrocia l'affascinante John Foragan, che fa visita ai Keene. Il bel mantello, però, è vittima di un incidente: il fratello di Laura, schiacciando incidentalmente una pesca, lascia una bella macchia sul suo tessuto e scappa via per evitare l'ira della madre e della sorella.

Della brutta macchia, viene incolpata Ella, accusata di aver rovinato il mantello durante la consegna. Lei si dichiara innocente, ma nessuno le crede e viene licenziata. Foragan, venuto a conoscenza del fatto, si indigna per quell'ingiustizia e, dopo avere cercato Ella, le offre un posto come compagna della sorella invalida. I due alla fine si sposano e i Keene si troveranno in una situazione imbarazzante quando, qualche tempo dopo, vedranno la nuova moglie di Foragan con indosso un bel mantello rosa.

## Produzione
Il film fu prodotto dalla Selig Polyscope Company.

## Distribuzione
Distribuito dalla General Film Company, il film - un cortometraggio in una bobina - uscì nelle sale cinematografiche statunitensi il 18 febbraio 1913.